# Formosa (Goiás)
Formosa è un comune del Brasile nello Stato del Goiás, parte della mesoregione del Leste Goiano e della microregione di Entorno do Distrito Federal, ha circa 100 000 abitanti ed è una delle città principali dello stato.

## Geografia
La città di Formosa è situata a circa 70 chilometri da Brasilia, è localizzata accanto al fiume di Preto e per un piccolo pezzo si posa sul Lago Feia.

## Storia

### Fondazione
Viene fondata ufficialmente il 1 agosto del 1843, un gruppo di immigrati provenienti da diverse parti del Brasile e dall'Europa decise di stabilirsi in questa regione per sfruttare le sue risorse naturali. Tra questi immigrati c'era un uomo di nome José de Alencar, che divenne il fondatore della città di Formosa.

### Storia
Poco dopo esser stata fondata, Formosa divenne rapidamente un importante centro economico e commerciale della regione. Con il passare del tempo, la città si è espansa e ha continuato a svilupparsi, diventando un importante centro agricolo, industriale e turistico, contando più di 100 000 abitanti.

## Monumenti e Luoghi d'Interesse
il Parque das Águas è il parco principale ed è un riferimento turistico e civile di Formosa.
La Cattedrale di Nossa Senhora da Conceição è un monumento turistico molto importante e accreditato nella regione del Goiás.
L'aeroporto di Formosa, in Brasile, è conosciuto come Aeroporto Internazionale Regional "Alberto Alcolumbre". Si trova a circa 10 km dal centro della città ed è il principale aeroporto della regione.